# LIVE (オフコースのアルバム)
『LIVE』（ライヴ）は、1980年5月5日に発売されたオフコース通算2作目のライブ・アルバム。

## 解説
1979年10月16日立川市民会館公演から1980年12月25日福岡市民会館公演まで行われたコンサートツアー“Three and Two”の中から1980年2月5日の新宿厚生年金会館のテイクを中心に、それ以前の「オフコースの小さな部屋vol.7」からの音源も収録した2枚組ライブ・アルバム。このうち「風に吹かれて」、「老人のつぶやき」は会場のテープ・レコーダーで、演奏のみの「Chili's Song」、「僕の贈りもの」はカセットテープでそれぞれ録音されている。
A-2「Run Away」、D-2「のがすなチャンスを」はハード・ロック調に大きくアレンジが変えられている。「のがすなチャンスを」の途中に入る大間ジローのドラムソロはこの後、ステージでの名物の1つになっていった。
C-2「君を待つ渚」は松尾一彦のリード・ボーカル曲で、その後も度々セット・リストに加えられ『Off Course 1982・6・30 武道館コンサート』にも収録されている。アルバム収録は本作のみでスタジオ録音のアルバムには未収録だったが、本作発表から40年後の2019年、松尾のソロ・アルバム『君を待つ渚』に初のスタジオ録音として収録された。
アルバム・タイトルと“LØIVE”の文字は小田が考えたもの。

## 収録曲

### SIDE A
1. 愛を止めないで
作詞・作曲：小田和正
2. Run Away
作詞・作曲：鈴木康博
3. 恋を抱きしめよう
作詞・作曲：鈴木康博
4. 雨の降る日に
作詞・作曲：小田和正
5. 思いのままに
作詞・作曲：小田和正

### SIDE B
1. 風に吹かれて
作詞・作曲：小田和正
2. 汐風のなかで
作詞・作曲：鈴木康博
3. 失恋のすすめ
作詞・作曲：鈴木康博
4. 老人のつぶやき
作詞・作曲：小田和正
5. さわやかな朝をむかえるために
作詞・作曲：小田和正
6. Chill's Song
作曲・演奏：松尾一彦

### SIDE C
1. 歴史は夜つくられる
作詞・作曲：鈴木康博
2. 君を待つ渚
作詞：小田和正、作曲：松尾一彦
3. SAVE THE LOVE
作詞・作曲：鈴木康博
4. 生まれ来る子供たちのために
作詞・作曲：小田和正

### SIDE D
1. さよなら
作詞・作曲：小田和正
2. のがすなチャンスを
作詞・作曲：鈴木康博
3. 愛を止めないで
作詞・作曲：小田和正
4. 僕の贈りもの
作曲：小田和正
演奏：小田和正、松尾一彦 – ソプラノリコーダー ⁄ 鈴木康博 – アルトリコーダー

## クレジット
| - 小田和正 - KAZUMASA ODA (1947.9.20) Keyboards - Oda plays - YAMAHA CP-80 - Fender Rhodes Seventy Three Suitcase - Hohner Clavinet D-6 - Roland RS-09 - Sequential Circuits Prophet-5 |
| - 鈴木康博 - YASUHIRO SUZUKI (1948.2.18) Guitars - Suzuki plays - Gibson ES-355 - Gibson Les Paul Standard - Fender Stratocaster - Ovation Electric Classic 1624-4 - Martin Acoustic Guitar D-41 - Ibanez AW-70 Acoustic Guitar |
| - 大間ジロー - HITOSE “Jiro” OMA (1954.5.14) Drums - Oma plays - Ludwig Drums - YAMAHA Drums - A-Zildjian Cymbals - Ultsound Synthesizer Drums - Gong |
| - 清水仁 - HITOSHI SHIMIZU (1950.11.25) Electrc Bass - Shimizu plays - Fender Precision Bass - Musicman Stingray Bass - Ibanez Original Bass |
| - 松尾一彦 - KAZUHIKO MATSUO (1954.8.7) Harmonica & Guitars - Matsuo plays - Fender Stratocaster - Gibson Les Paul Standard - Musicman Stingray - Ibanez Original Double Neck Guitar - Greco Original Double Neck Guitar - Ovation Acoustic Guitar Glen Cambell Model 6st. & 12st. - Arp Prosoloist - YAMAHA SS-30 - Hohner Harmonica |

### スタッフ
| - Produced by - KAZUMASA ODA YASUHIRO SUZUKI |
| |
| Keyboards KAZUMASA ODA Guitars YASUHIRO SUZUKI |
| Electric Bass HITOSHI SHIMIZU Drums HITOSE “Jiro” OMA Harmonica & Guitars KAZUHIKO MATSUO                                                                      |
| |
| Exective Producer TOSHIFUMI MUTOH |
| Arranged by OFF COURSE |
| Recording & Mixing Engineered by SHIROH KIMURA (Sept-1) Assistant Engineer SUSUMU MERA (FREEDOM STUDIO)                                                        |
| Engineered by RYOJI HACHIYA |
| Graphic Concept, Design HIROYUKI FUKUZATO Photography JIN “TAMJIN” TAMURA Costume Coordination EMI KAJITA                                                      |
| General Manager KAZUHIKO NISHIZAWA Desk NAOKO KAWAHITO Management MAYUMI NAKAYAMA                                                                              |
| Remixed at FREEDOM STUDIO 1 & 2 |
| |
| Our Tour Staff |
| Stage TETSUROH MISHIMA (Musical Station) HIDEKI KUGA KAZUHIKO AZUMA                                                                                            |
| Sound SHIROH KIMURA RYOHEI KAWAMINAMI MASAOKI YAMAZAKI (Sept-1)                                                                                                |
| Lighting AKIRA OKABE KOHJI SASAKI YOSHIHIRO NAGAOKA SHINICHI TAKESHITA (Staff Service)                                                                         |
| Road Manager KAZUTOYO KOUCHI KANAME TOGASHI / HIROSHI“MAJO”UENO (Who makes us happy)                                                                           |
| Special Thanks to |
| Ibanez Fujigengakki Freedom Studio TOSHIBA EMI NITTA GROUP P.M.P TAMCO The Road                                                                                |
| Cosmo Music Factory Nemo Promotion Music Guild Melody House Musical Station Utanoyado Music Office Jespa Ongakusha Yumebanchi Duke Kusu Music Gakuon Marmalade |
| Makoto Sugimoto Fumio Nii Hisashi Fujita (Yamano Gakki) Hajime Matsubara (Toshiba EMI) Naoki“Gumtape”Iguchi                                                    |
| |
| ©1979 Pacific Music Publishing Co. Ltd. & Fairway Music Co. LTD.                                                                                               |

## TOCT-25640-41, TOCT-95040-41

### 解説
2005年、レコード・デビュー35周年にあわせ“オリジナル・アルバム15タイトル紙ジャケット・シリーズ”としてエキスプレス・レーベル在籍中のオリジナル作品がリイシュー。24ビット・デジタル・リマスタリング、オリジナルLP装丁を復刻したダブル紙ジャケット仕様にてリリースされた。2009年にはSHM-CDフォーマット、通常のプラ・ケース仕様で再発された。

### 収録曲

#### DISC 1
1. 愛を止めないで
2. Run Away
3. 恋を抱きしめよう
4. 雨の降る日に
5. 思いのままに
6. 風に吹かれて
7. 汐風のなかで
8. 失恋のすすめ
9. 老人のつぶやき
10. さわやかな朝をむかえるために
11. Chill's Song

#### DISC 2
1. 歴史は夜つくられる
2. 君を待つ渚
3. SAVE THE LOVE
4. 生まれ来る子供たちのために
5. さよなら
6. のがすなチャンスを
7. 愛を止めないで
8. 僕の贈りもの

### クレジット
- リマスタリング・エンジニア：行方洋一
- ジャケット資料協力：喜多雅美 (サウンドステーション)
- ライナーノーツ：田家秀樹

## レコーディング・データ
| SIDE A | SIDE A                       | SIDE A         | SIDE A                               | SIDE A                                           |
| ------ | ---------------------------- | -------------- | ------------------------------------ | ------------------------------------------------ |
| 1      | 愛を止めないで               | 1980年2月5日   | 新宿厚生年金会館                     |                                                  |
| 2      | Run Away                     | 1980年2月5日   | 新宿厚生年金会館                     |                                                  |
| 3      | 恋を抱きしめよう             | 1980年2月5日   | 新宿厚生年金会館                     |                                                  |
| 4      | 雨の降る日に                 | 1980年2月5日   | 新宿厚生年金会館                     |                                                  |
| 5      | 思いのままに                 | 1980年2月5日   | 新宿厚生年金会館                     |                                                  |
| SIDE B |                              |                |                                      |                                                  |
| 1      | 風に吹かれて                 | 1979年11月22日 | 札幌厚生年金会館                     | 札幌厚生年金会館のテープ・レコーダーを使って録音 |
| 2      | 汐風のなかで                 | 1980年2月5日   | 新宿厚生年金会館                     |                                                  |
| 3      | 失恋のすすめ                 | 1980年2月5日   | 新宿厚生年金会館                     |                                                  |
| 4      | 老人のつぶやき               | 1979年6月20日  | 広島郵便貯金会館                     | 広島郵便貯金会館のテープ・レコーダーを使って録音 |
| 5      | さわやかな朝をむかえるために | 1979年8月4日   | 田園コロシアム                       |                                                  |
| 6      | Chill's Song                 | 1977年4月25日  | 九段会館「小さな部屋」コンサートより | カセット・テープで録音                           |
| SIDE C |                              |                |                                      |                                                  |
| 1      | 歴史は夜つくられる           | 1980年1月14日  | 横浜神奈川県民ホール                 |                                                  |
| 2      | 君を待つ渚                   | 1980年2月4日   | 新宿厚生年金会館                     |                                                  |
| 3      | SAVE THE LOVE                | 1980年2月5日   | 新宿厚生年金会館                     |                                                  |
| 4      | 生まれ来る子供たちのために   | 1980年2月5日   | 新宿厚生年金会館                     |                                                  |
| SIDE D |                              |                |                                      |                                                  |
| 1      | さよなら                     | 1980年2月4日   | 新宿厚生年金会館                     |                                                  |
| 2      | のがすなチャンスを           | 1980年2月5日   | 新宿厚生年金会館                     |                                                  |
| 3      | 愛を止めないで               | 1980年1月14日  | 横浜神奈川県民ホール                 |                                                  |
| 4      | 僕の贈りもの                 | 1977年4月25日  | 九段会館「小さな部屋」コンサートより | カセット・テープで録音                           |

## コンサート・プログラム
- 1980年1月30日、新宿厚生年金会館[3]

1. 愛を止めないで ※オープニング用に短くアレンジされている
2. Run Away〜MC-1（小田）
3. 恋を抱きしめよう
4. 雨の降る日に〜MC-2（鈴木）
5. 思いのままに〜MC-3（小田）※メンバー紹介
6. 歴史は夜つくられる
7. その時はじめて
8. 汐風のなかで
9. 失恋のすすめ
10. 潮の香り
11. 秋の気配
12. 愛あるところへ
13. 君を待つ渚
14. 眠れぬ夜
15. SAVE THE LOVE
16. 生まれ来る子供たちのために
アンコール
17. さよなら
18. のがすなチャンスを
19. 愛を止めないで

## リリース履歴
| #  | 発売日         | リリース                                 | 規格      | 品番          | 備考 |
| -- | -------------- | ---------------------------------------- | --------- | ------------- | --- |
| 1  | 1980年5月5日   | エキスプレス ⁄ 東芝EMI                   | 2LP       | ETP-60380/1   | 見開きジャケット仕様。 |
| 1  | 1980年5月5日   | エキスプレス ⁄ 東芝EMI                   | CT        | ZT25-580      | カセット同時発売。 |
| 2  | 1986年9月20日  | エキスプレス ⁄ 東芝EMI                   | 2CD       | CA25-1290･1   | 初CD化（以降全てアーティスト非監修による再発）。 |
| 3  | 1991年6月7日   | エキスプレス ⁄ 東芝EMI                   | CD        | TOCT-6214･5   | |
| 4  | 1993年11月24日 | エキスプレス ⁄ 東芝EMI                   | 2CD       | TOCT-8208･9   | 音蔵シリーズでの再発。 |
| 5  | 1998年2月25日  | エキスプレス ⁄ 東芝EMI                   | 2CD       | TOCT-10098-99 | Q盤シリーズでの再発。 |
| 6  | 1998年11月18日 | エキスプレス ⁄ 東芝EMI                   | 2CD       | TOCT-10554-55 | オリジナル・アルバム+ライブ・アルバム全13タイトルの14枚組CD-BOX『OFF COURSE BOX』(TOCT-10542~55)の中の2枚。 |
| 7  | 2002年2月8日   | エキスプレス ⁄ 東芝EMI                   | 2CD       | TOCT-10779-80 | スーパーリマスタリングシリーズでの再発。 |
| 8  | 2005年3月24日  | エキスプレス ⁄ 東芝EMI                   | 2CD       | TOCT-25640-41 | 紙ジャケット仕様（見開き）。24ビット・デジタル・リマスタリング音源による再発。 |
| 9  | 2009年1月21日  | エキスプレス ⁄ EMIミュージック・ジャパン | 2SHM-CD   | TOCT-95040-41 | |
| 10 | 2019年9月25日  | UNIVERSAL MUSIC JAPAN                    | MQA/UHQCD | UPCY-40043/4  | 【ハイレゾCD名盤シリーズ オフコース編】の1枚。オリジナル・アナログ・テープを基にした2016年192kHz/24bitマスターを176.4kHz/24bitに変換して収録。グリーン・カラー・レーベルコートによる、生産限定盤。クリアファイル型の帯は付属していない。 |
| 11 | 2020年10月28日 | USM JAPAN / UNIVERSAL MUSIC LLC          | 2CD       | UPCX-4287/8   | オリジナル14作品、ライブ2作品、ベスト3作品、サウンドトラック1作品を1BOXに収録した全21枚組CD BOX『コンプリート・アルバム・コレクションCD BOX』(UPCY-9923)の中の1タイトル。12cm紙ジャケット仕様。                                          |